# Chaudefontaine (Marne)
Chaudefontaine ist eine französische Gemeinde mit 312 Einwohnern (Stand 1. Januar 2022) im Département Marne in der Region Grand Est. Sie gehört zum Kanton Argonne Suippe et Vesle und zum Arrondissement Châlons-en-Champagne. 

## Lage
Die Gemeinde Chaudefontaine liegt an der oberen Aisne am Südwestrand der Argonnen. Sie ist umgeben von folgenden Nachbargemeinden:
| Maffrécourt          | La Neuville-au-Pont                         | Moiremont        |
| Braux-Sainte-Cohière | Kompassrose, die auf Nachbargemeinden zeigt | Sainte-Menehould |
| Dommartin-Dampierre  | Argers                                      | Verrières        |

## Bevölkerungsentwicklung
| Jahr                       | 1962 | 1968 | 1975 | 1982 | 1990 | 1999 | 2008 | 2018 |
| -------------------------- | ---- | ---- | ---- | ---- | ---- | ---- | ---- | ---- |
| Einwohner                  | 252  | 214  | 227  | 258  | 327  | 312  | 322  | 318  |
| Quellen: Cassini und INSEE |      |      |      |      |      |      |      |      |